# BAP Velarde (CM-21)
El BAP Velarde (CM-21) es la primera corbeta misilera que adquirió el Perú para su Marina de Guerra, en la década de los años 1970. Es una unidad del tipo Corbeta lanzamisiles. Es una de las seis corbetas lanzamisiles con que cuenta la Flota Naval del Pacífico de la Marina de Guerra del Perú.
Su construcción para la marina peruana, fue encargada a los astilleros de Divectran des Construictias et Armes Navales de Lorient, Francia y su alistaminento fue completado en el mismo astillero.
El pabellón peruano fue afirmado a bordo en este buque de guerra y se le comisionó en la marina peruana el 25 de julio de 1980, incorporándose inmediatamente a la escuadra peruana en el Mar de Grau y llevando a cabo una serie de pruebas en su viaje al puerto del Callao. 
Desplaza 560 toneladas y tiene una velocidad de 36 nudos. Su armamento consiste de artillería convencional y de misiles.
Su nombre se debe al teniente segundo AP Jorge Velarde, héroe de la guerra del Pacífico, que combatió a bordo del monitor Huáscar, en el combate naval de Iquique el 21 de mayo de 1879.
Este joven se desempeñaba como oficial de señales sobre cubierta y durante la aproximación del “Huáscar” a la “Esmeralda” y durante el tiempo que ambos permanecieron muy cerca, recibió el nutrido fuego de la fusilería chilena y muchas bombas de mano. Fue el único muerto del bando peruano durante ese combate
Según algunos, resultó muerto cuanto intentó contener el abordaje del capitán de fragata Arturo Prat y del sargento Juan de Dios Aldea. Otras versiones señalan que pereció al encarar el abordaje del teniente segundo Ignacio Serrano.
De él dijo Grau en su parte de guerra:

“Debo significar el noble comportamiento y arrojo con que este oficial conservó su puesto en la cubierta, al pie del pabellón, hasta ser víctima de su valor y serenidad”.
Miguel Grau Seminario#GGC11C